# Сан-Джованни-Кризостомо-а-Монте-Сакро-Альто (титулярная церковь)
Сан-Джованни-Кризостомо-а-Монте-Сакро-Альто (лат. Titulus Sancti Ioannis Chrysostomi in regione vulgo "Monte Sacro Alto") — титулярная церковь была создана Папой Павлом VI в 1969 году. Титул принадлежит церкви Сан-Джованни-Кризостомо-а-Монте-Сакро-Альто, расположенной во квартале Рима Монте-Сакро-Альто, на пересечении виа Эмилио Де Марки и виа Номентана.

## Список кардиналов-священников титулярной церкви Сан-Джованни-Кризостомо-а-Монте-Сакро-Альто
- Висенте Энрике-и-Таранкон — (30 апреля 1969 — 28 ноября 1994, до смерти);
  - вакансия (1994—2001);
- Бернар Агре — (21 февраля 2001 — 9 июня 2014, до смерти);
- Хосе де Хесус Пимьенто Родригес — (14 февраля 2015 — 3 сентября 2019, до смерти);
- Жан-Клод Холлериш, иезуит — (5 октября 2019 — по настоящее время).